# Ortoklász
Az ortoklász  (K-földpát) egy igen gyakori ásvány, fontos alkotója a savanyú kiömlési kőzeteknek. Neve a görög egyenes és törés szavakból ered, a hasadási szögére utalva.

## Előfordulás
Fő ásványa a vulkáni kőzeteknek. A legtöbb ortoklász a magma kristályosodása során intruzív jeges kőzetekké, például gránittá, granodiorittá, diorittá és szenitté alakul. Jelentős mennyiségű ortoklász található magmás kőzetekben, mint például a riolitban és andezitben.

## Felhasználás
Nagy mennyiségben az üveg és kerámia gyártásánál használják. Valamint súrolóporként és csiszolószerként szintén alkalmazásban van.

## Lelőhelye
Az ortoklász nagy kristályait pegmatitként ismert magmás kőzetekben találjuk. Rendes körülmények között nem több, mint néhány hüvelyk hosszúságú, de a legnagyobb beszámolt ortoklász kristály több mint 30 láb hosszú volt, és körülbelül 100 tonnát nyomott, amit az Ural-hegységben találtak.
Az időjárás viszontagságai során az ortoklász szemcséi üledékbe és üledékes kőzetbe, például homokkőbe és iszapkőbe épülnek. Az ortoklász a Holdon és a Marson található jeges kőzetekből is ismert.
A legjobb kristályok egy része Olaszországban található, és jó kristályok Elba szigetéről származnak, valamint Spanyolországból és Svájcból. Világoskék kristályokat találtak a Bajkál-tó területén, Oroszországban és nagyobb tömeget pedig Tanzániában. 
Hazánkban fontos lelőhelyei Erdősmecske és Pákozd.